# Alcira Alonso
Alcira Alonso (Buenos Aires, 19 de octubre de 1927-San Salvador, 26 de julio de 2023) fue una bailarina, maestra y coreógrafa argentino-salvadoreña, directora de la Fundación Ballet de El Salvador. Fue la fundadora del Ballet Folklórico de El Salvador y de la Escuela Municipal de Ballet de San Salvador-m.

## Biografía
Nació y se crio en Buenos Aires. Se inició en la danza porque el médico le recomendó a los padres que la niña debía hacer alguna actividad física para sus dolencias en el hígado. EI baile en la vida de Alcira viene por herencia y por esfuerzo. Desde pequeña, ella conoció de cerca la danza española, porque su abuela era originaria de Triana (España), y fue ella quien le ensenó la magia del baile ibérico. Lo que había iniciado como una recomendación médica se convirtió en su gran pasión. 
Estudió danza clásica en el Conservatorio Nacional de Música y Arte Escénico. También estudió danza española y folclor latinoamericano.
Allí estudió arte dramático, piano y plástica. En el inicio de su carrera recibió el apoyo del gobierno peronista, al otorgarle una beca para perfeccionamiento en danza a mediados de 1950. Siete años más tarde, Alonso bailaba prodigiosamente en compañías profesionales.
Su primer encuentro con Centroamérica lo tuvo en 1958, cuando trabajó en Nicaragua como maestra y directora de la Escuela de Danza de Bellas Artes.

En 1961 decidió radicarse en El Salvador, le habían ofrecido un puesto de maestra y coreógrafa en la Escuela Nacional de Bellas Artes. 
"Llegué como asistente secundaria del maestro ruso Sergio Unger, director de la Escuela de Ballet, de quien aprendí mucho", recuerda Alcira.
Allí, en El Salvador, inicia su labor docente y de productora de espectáculos. Años después, se desempeñó como directora del Ballet Universitario de la Universidad de El Salvador y luego creó el primer Ballet Estudio en la capital salvadoreña. 

A principios de la década de los setenta, Alonso inicia sus estudios en la Real Academia de Danza (Royal Academy of Dance) de Londres. A pesar de la distancia, no se olvidó de EI Salvador. En 1972 regresa como representante para Centroamérica de la Real Academia de Danza (RAD). 
"Para ser un maestro de danza clásica se necesita, primero, una trabajo formal. Debe tener conocimientos complementarios: música, historia de la danza, mímica, pantomima ... Es necesario conocer todo el repertorio que el género clásico implica, conocer los ballet y a bailarines famosos", manifiesta.
Fundó y dirigió, junto a Mauricio Bonilla, el Ballet Folclórico Nacional. En el año 1977, un conjunto artístico inició sus presentaciones en El Salvador, expandiendo prontamente su actividad hacia el exterior con el fin de rescatar, salvaguardar y promover las tradiciones y costumbres folclóricas que nos diferencian ante otras naciones del planeta. 
Desde el 3 de mayo de ese mismo año, el Ballet Folklórico Nacional ha estado dirigido por un equipo de líderes, bailarines y músicos con una notable experiencia y un profundo amor por las expresiones culturales de nuestra música y danza, lo cual ha llevado a que siempre representen con orgullo a El Salvador en diversos lugares, incluyendo Centroamérica, Belice, México, Estados Unidos, y en América del Sur —Ecuador y Venezuela—, así como en el Medio Oriente (Doha – Qatar) y Europa durante el Festival Internacional de Los Pirineos. 
Enrique Salaverría; el cual nació en Sonsonate en el año 1922. En 1942, se trasladó a México para cursar la carrera de arquitectura en la Universidad Nacional Autónoma, donde obtuvo su título en 1949. Al año siguiente, se graduó como escultor en la Academia Mexicana de San Carlos. El primer Ballet Estudio en la ciudad fue creado por recomendación del escultor Salaverría, quien posteriormente se convertiría en su pareja. “Él fue quien me inspiró. Me comentó: ‘No te limites al estado’”, señala. 

## Fallecimiento
La Fundación Ballet de El Salvador anunció a través de sus redes sociales el fallecimiento de su directora y fundadora, la aclamada maestra Alcira Alonso, quien perdió la vida el miércoles 26 de julio, justo cuando habría alcanzado los 95 años. «Con profundo dolor en el corazón, comunicamos que nuestra querida directora y fundadora, la maestra Alcira Alonso, ha partido hacia la casa de Dios», se puede leer en el comunicado.  Además agregaron que siempre recordaría y honrarían su memoria con las palabras que siempre les decía: bailando con el corazón y el alma. 

## Premios y reconocimientos
- 1993: "President Award" otorgado por la Real Academia de Danza (RAD), con sede en Londres.
- 1996: En marzo a propuesta de la Fundación María Escalón de Núñez, recibió el Premio de Cultura "Antonia Portillo de Galindo" en la rama de danza, otorgado por el Centro Cultural Salvadoreño
- 2013: Distinción "Notable bailarina y profesora eminente de la danza en El Salvador" por la Asamblea Legislativa de El Salvador.[8]